# Milpa Alta
Milpa Alta är ett av 16 distrikt (delegación) i Mexico City. Det ligger i den sydöstra delen av staden och antalet invånare var 130 582 vid folkmätningen år 2010.